# Apollo 5
Apollo 5 – pierwszy bezzałogowy lot próbny modułu księżycowego LM realizowany w ramach programu Apollo. Lot posiadał wewnętrzne oznaczenie SA-204/LM-1. Nie przewidziano lądowania.

## Główne cele misji[2]
1. Ocena działania silników członu wznoszenia i członu zniżania LM (w tym test ponownego uruchomienia).
2. Test separacji członów LM.
3. Ocena funkcjonowania S-IVB/IU na orbicie.

## Podstawowe dane[2]
- Statek: LM-1 (lądownik księżycowy),
- Masa statku LM: 14 360 kg,
- Rakieta nośna: Saturn IB SA-204,
- Masa startowa rakiety nośnej: 583 050 kg,
- Stanowisko startowe: 37B,
- Start: 17:48:08 EST[3] (22:48:08 UTC)
- Azymut startu: 31,6°,
- Apogeum: 961 km (orbita ostateczna członu wznoszenia),
- Perygeum: 172 km (orbita ostateczna członu wznoszenia),
- Czas trwania misji: 7 godz. 52 min 10 s.

## Statek kosmiczny i rakieta nośna[2]
Czas dostarczenia elementów AS-204/LM-1 do Kennedy Space Center:
- Statek kosmiczny:
  - Lądownik księżycowy (LM-1): czerwiec 1967
  - Osłona SLA: październik 1966
- Rakieta nośna:
  - Pierwszy stopień (S-IB): sierpień 1966
  - Drugi stopień (S-IVB): sierpień 1966
  - Instrument Unit (UI): sierpień 1966
- Masa statku LM: 14 301 kg
- Masa startowa rakiety nośnej: 583 050 kg

## Przebieg misji

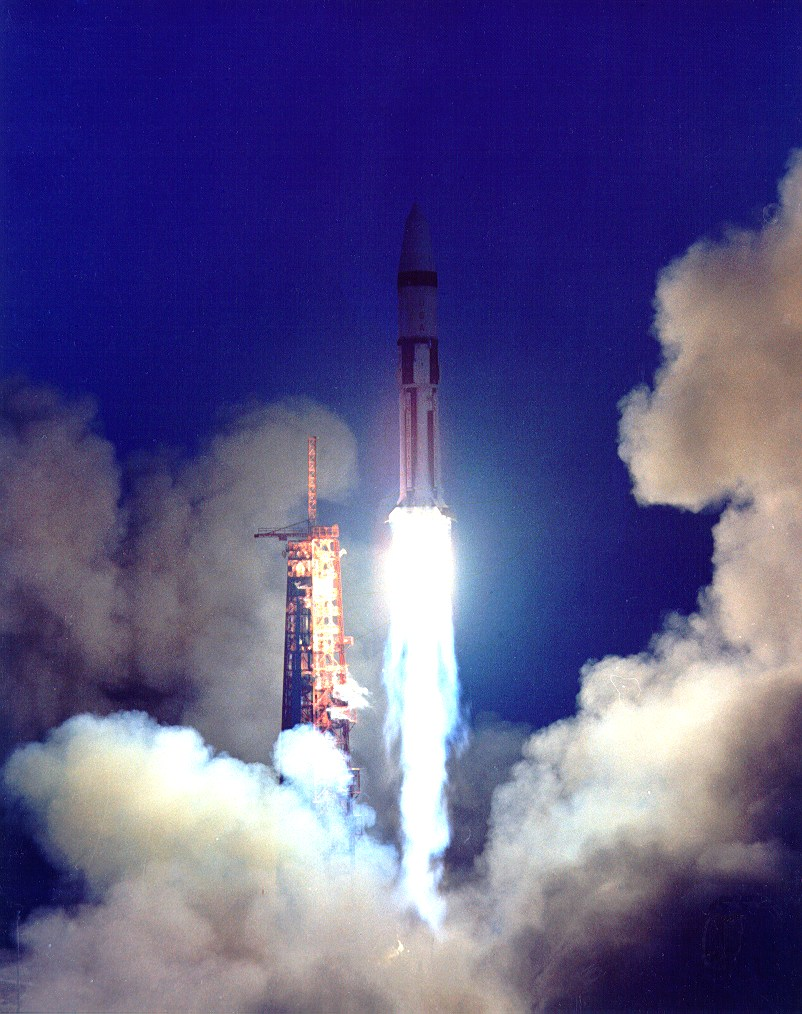
Start misji Apollo 5

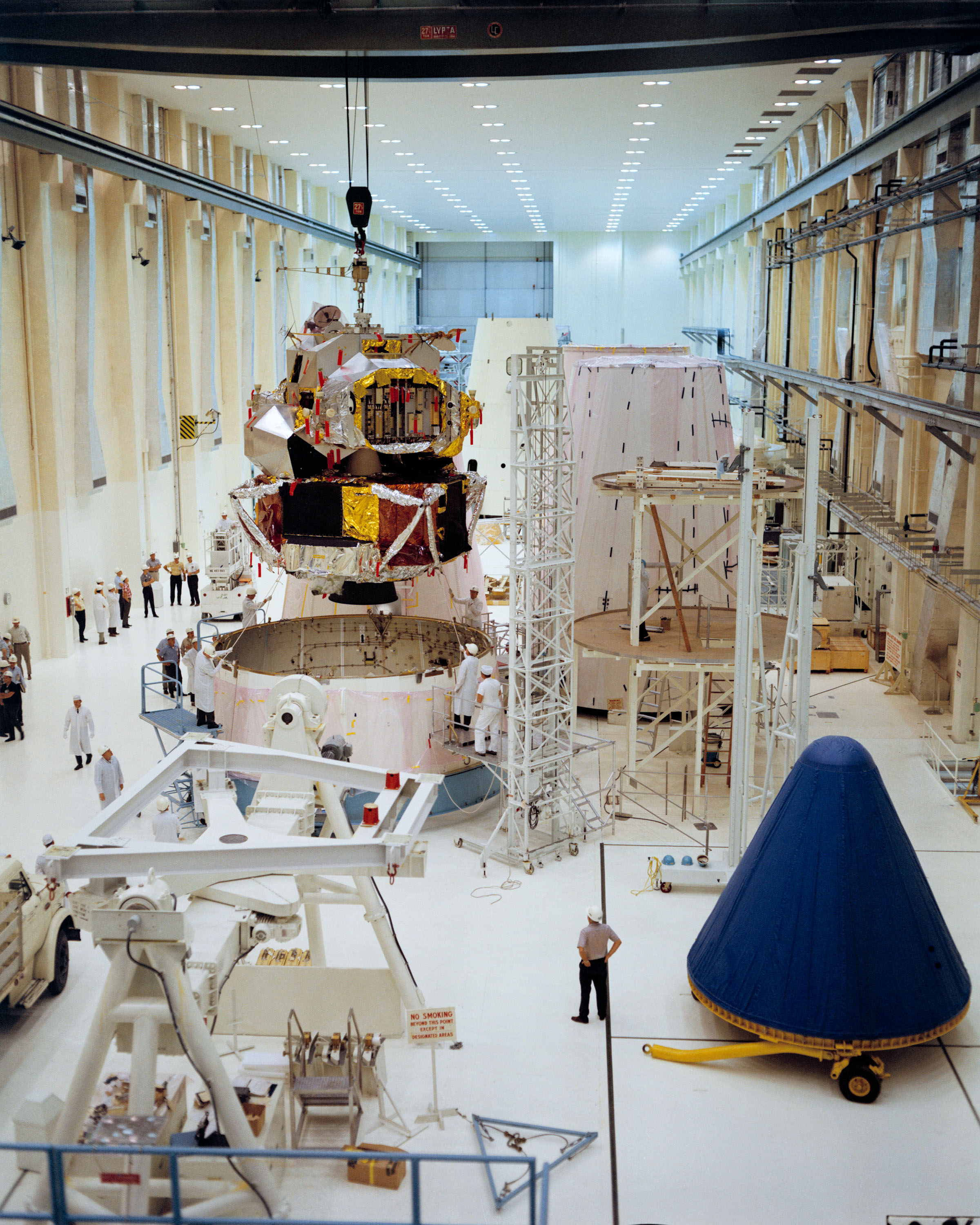
Lądownik LM podczas testów przedstartowych

Statek kosmiczny został wyniesiony na orbitę 22 stycznia 1968 za pomocą rakiety nośnej Saturn IB. Był to ten sam egzemplarz rakiety, który był używany podczas testów naziemnych przed lotem Apollo 1, gdy 27 stycznia 1967 śmierć poniosło trzech astronautów. Pożar nie uszkodził wtedy samego Saturna IB i mógł być on wykorzystany do kolejnej misji.
Testowany lądownik księżycowy (LM) nie posiadał okienek. Podczas prób naziemnych uległy uszkodzeniu, a inżynierowie nie byli w stanie ustalić przyczyny takiego stanu rzeczy. Dlatego też zastąpiono je aluminiowymi płytami. Poza tym moduł księżycowy nie był wyposażony w podpory niezbędne do lądowania na powierzchni Księżyca. Przypominający owada lądownik LM firmy Grumman, był niemal taki sam jak egzemplarz przeznaczony do lądowania na Księżycu. Brakowało mu tylko nóg. Został umieszczony na szczycie drugiego stopnia rakiety i przykryty osłoną aerodynamiczną.
Podczas startu Saturn 1B spisał się bez zarzutu. Już po dziesięciu minutach drugi człon rakiety (S-IVB) z ładunkiem wszedł na orbitę okołoziemską. Po dalszych 45 minutach lotu od członu S-IVB oddzielił się lądownik LM. Po dwóch kolejnych okrążeniach Ziemi odpalono silnik członu zniżania, ale pracował on jedynie przez cztery sekundy zamiast zaplanowanych 39. Jego pracę wstrzymał komputer pokładowy z powodu błędu w oprogramowaniu – program uznał, że statek rozpędza się zbyt wolno i wyłączył silnik. Aby zrealizować podstawowe cele misji zastosowano plan alternatywny. Zdalnie wyłączono komputer pokładowy i na komendy przesłane z Ziemi przeprowadzono serię odpaleń silnika członu zniżania, a następnie na 60 sekund uruchomiono silnik członu wznoszenia, co spowodowało oddzielenie się i oddalenie tego członu. Kolejne, kilkuminutowe uruchomienie silnika członu wznoszenia sprawiło, że samodzielnie osiągnął on orbitę o wysokości 172 × 961 km.
Misja Apollo 5 zakończyła się 23 stycznia 1968. Człon wznoszenia spłonął następnego dnia przy wejściu w atmosferę, natomiast człon zniżania pozostał na orbicie i spłonął w atmosferze 12 lutego 1968.
Pomimo problemu z przedwczesnym wyłączeniem silnika członu zniżania, NASA uznała misję za sukces.

## Podsumowanie[2]
Niemal dokładnie rok po tragedii Apollo 1, NASA umieściła na orbicie pierwszy statek, dla którego kosmos był środowiskiem naturalnym.
- Pierwszy lot testujący LM.
- Pierwsze odpalenie silnika stopnia lądującego LM w przestrzeni kosmicznej.
- Pierwsze odpalenie silnika stopnia startowego LM w przestrzeni kosmicznej.
- Test awaryjnej separacji stopnia startowego i stopnia lądującego LM podczas pracy silnika DPS